# Gradignan
Gradignan là một xã trong tỉnh Gironde, thuộc vùng Nouvelle-Aquitaine của nước Pháp, có dân số là 22193 người (thời điểm 1999). Gradignan nằm về phía tây-nam của Bordeaux. Gradignan là một nơi trồng nho trong vùng trồng nho Graves.

## Các thành phố kết nghĩa
- Pfungstadt, Đức